# 五ノ丸山
五ノ丸山（ごのまるやま）は、徳島県三好市にある山である。標高は822.6m。

## 地理
旧三好郡池田町と井川町の境界線上に位置する山。山名の由来は山頂部が5つの緩やかな円錐形のピークが並ぶことから名付けられた。
南北朝時代、井内谷の八ツ石城を建設した頃、この山に脇屋義治が出城を築いたと伝承される。南西山麓に空海の伝説のある水落大師ご座所跡がある。